# ExxonMobil

Logo von 1972 bis 2016

Die Exxon Mobil Corporation, kurz ExxonMobil, ist ein US-amerikanischer Mineralölkonzern, der 1999 durch den Zusammenschluss von Exxon (Standard Oil Company of New Jersey) und Mobil Oil (Standard Oil Company of New York) entstanden ist. ExxonMobil gilt als ein direkter Nachfolger der Standard Oil Company.
Mit einem Umsatz von 255,2 Milliarden US-Dollar, bei einem Gewinn von 10,8 Mrd. USD, steht Exxon Mobil laut den Fortune Global 500 auf Platz 8 der weltgrößten Unternehmen (Stand: 2019). Eine Untersuchung aus dem Jahr 2019 ergab, dass ExxonMobil mit einem Ausstoß von 41,90 Milliarden Tonnen CO2-Äquivalent seit 1965 das Unternehmen mit dem weltweit vierthöchsten Ausstoß in diesem Zeitraum war.

## Geschichte

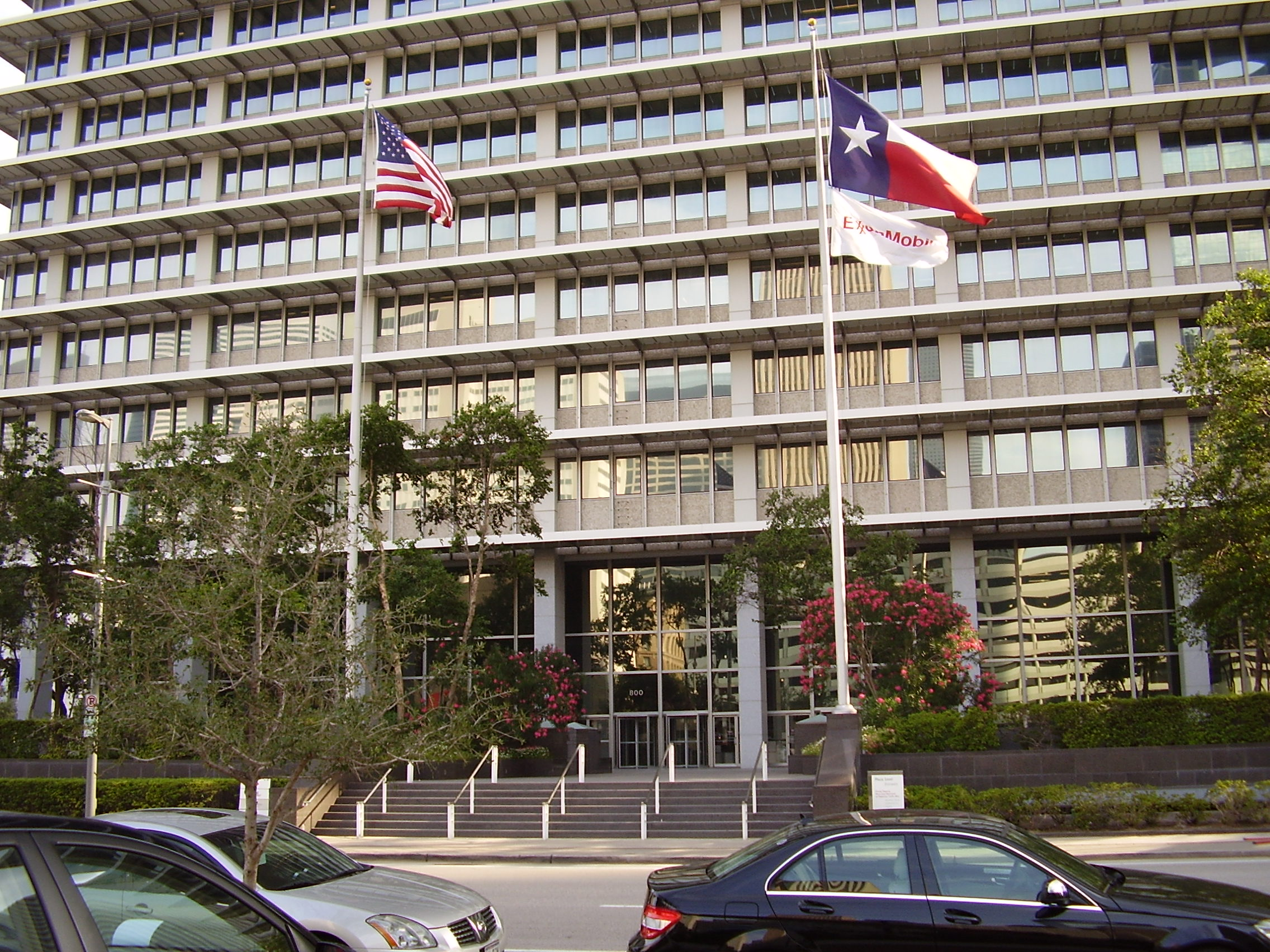
ExxonMobil-Building in Houston, Texas

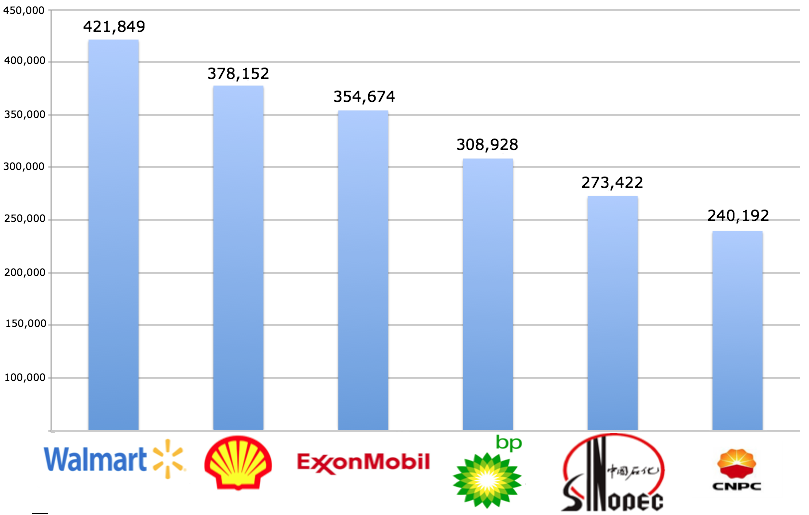
Größte Unternehmen der Welt 2012 nach Umsatz

Struktur der Großkonzerne in der Erdölbranche

Exxon und Mobil waren im Jahr 1882 Teile eines einzigen Unternehmens, der Standard Oil Company, von John D. Rockefeller.

### Nachfolgeunternehmen der Standard Oil Company
1911 ordnete der Oberste Gerichtshof der Vereinigten Staaten die Auflösung von Standard Oil an. Als neue Unternehmen entstanden dadurch unter anderem die Standard Oil Company of New York (Socony), die später über die Socony-Vacuum Oil zur Mobil Oil wurde, und die Standard Oil of New Jersey, abgekürzt SO (gesprochen EssO), die spätere Exxon. Beide wuchsen somit in den darauffolgenden Jahrzehnten rechtlich unabhängig voneinander weiter.
Am 30. November 1999 konnten sich die beiden nunmehr großen Konzerne aufgrund von geänderten gesetzlichen Bestimmungen wieder vereinigen.
Im Juli 2023 übernahm ExxonMobil das Erdölförderunternehmen Denbury Inc. für 4,9 Milliarden US-Dollar.
Im Mai 2024 übernahm ExxonMobil das texanische Erdölförderunternehmen Pioneer Natural Resources für 59,5 Mrd. US-Dollar.

### Geschichte in Deutschland
Die Geschichte von ExxonMobil in Deutschland begann 1890 in Bremen mit der Gründung der Deutsch-Amerikanischen Petroleum Gesellschaft (DAPG, später Deutsche Esso GmbH aufgegangen in ExxonMobil GmbH), die das Petroleumgeschäft der Standard Oil in Deutschland betreiben sollte.
1899 folgte in Hamburg die Gründung von Mobil in Deutschland als Deutsche Vacuum Oil Company (ab 1955 Mobil Oil A.G. in Deutschland). Das Unternehmen wickelte den Import und Verkauf von Schmierölen und -fetten ab, die aus den USA in Holzfässern per Schiff nach Hamburg kamen.
Am 3. Februar 1923 wurde das Wort ESSO – die phonetische Schreibweise der Abkürzung SO für Standard Oil – als Markenname registriert. Im selben Jahr am 14. April eröffnete die DAPG ihre erste Straßen-Zapfstelle mit unterirdischem Tank in der Hamburger Wagnerstraße, wo Benzin unter dem Markennamen Dapolin verkauft wurde. 1925 standen in Deutschland bereits 1000 solcher Tankstellen.
Mit der Umstellung auf die Kriegswirtschaft im September 1939 arbeitete die DAPG innerhalb der staatlich zentralen Lenkung durch die Arbeitsgemeinschaft Mineralölverteilung (AMV). Tankstellen wurden dem Zentralbüro für Mineralöl als Vertriebssyndikat der AMV unterstellt und gaben Fahrbenzin nur noch markenlos gegen Tankausweis oder Bezugsschein ab.
Nach dem Ende des Zweiten Weltkrieges war nur noch eine kleine Anzahl Tankstellen betriebsbereit, die Schiffsflotte auf ein einziges Schiff zusammengeschmolzen und der Kesselwagenbestand um 2/3 dezimiert. Die Produktionsstätten, mehrfach das Ziel schwerer Luftangriffe der Alliierten, waren stark beschädigt.
1950 firmierte die Deutsch-Amerikanische Petroleum-Gesellschaft (DAPG) zur ESSO A.G. um. 1953 begann die Deutsche Vacuum Oil Company mit der Erdgassuche und -förderung in Deutschland und wurde 1955 zur Mobil Oil A.G.
1965 erschien an allen Esso-Stationen in Europa, die den Kraftstoff Esso Extra verkaufen, der Tiger als Werbefigur mit dem Slogan Pack den Tiger in den Tank.
Von 1970 bis 1996 betrieb das Unternehmen eine Raffinerie in Wörth am Rhein.
Im Jahr 1985 verkaufte die Esso Tankschiff Reederei GmbH (ETR, ursprünglich Waried Tankschiff Rhederei) mit der Esso Deutschland ihren letzten hochseetüchtigen Tanker. Bis Ende 1993 wurden alle Binnenschiffe verkauft und die Reederei zum 1. Januar 1994 aufgelöst.
1999 fusionierten die beiden amerikanischen Gesellschaften Exxon Corporation und Mobil Corporation zur Exxon Mobil Corporation. Es entstand daraus der damals größte Erdölkonzern der Welt und Weltmarktführer bei der Produktion von Polyolefinen. Ihre Esso- und Mobil-Tochtergesellschaften in Deutschland wurden 2000 unter dem Dach der neugegründeten ExxonMobil Central Europe Holding GmbH mit Sitz in Hamburg zusammengeführt. Seit 2002 sind die Produktionsaktivitäten in der ExxonMobil Production Deutschland GmbH zusammengefasst.
Im Jahr 2010 wurde das österreichische Tankstellennetz an die italienische ENI/Agip verkauft. 2012 hat SOCAR Energy Switzerland die Esso Schweiz GmbH von ExxonMobil übernommen. 2014 verfügte Esso über 1051 Tankstellen in Deutschland.
Am 29. November 2017 gab ExxonMobil bekannt, sein deutsches Tankstellennetz bis Ende 2018 an die britische EG Group zu verkaufen. Exxon wird die von der EG-Tochter Echo Tankstellen GmbH betriebenen Tankstellen unter dem neuen Eigentümer auch weiterhin mit Kraftstoffen beliefern. 2020 flaggte zudem der mittelständische Tankstellenbetreiber Minera Kraftstoffe – Mineraloelwerk Rempel GmbH aus Mannheim seine rund 80 Tankstellen von Avia auf Esso um.

## Wirtschaftsdaten
ExxonMobil erzielt seit mehreren Jahren hohe Gewinne und gehört deshalb laut der Liste Financial Times Global 500 regelmäßig, gemessen an der Marktkapitalisierung, zu den wertvollsten Unternehmen der Welt. Die gesamte Marktkapitalisierung des Unternehmens belief sich Anfang 2017 auf 343,2 Milliarden US-Dollar.
Der Umsatz des Unternehmens schwankt stark, abhängig von den jeweiligen Ölpreisen. Er entsprach 2007, gerechnet nach der Kaufkraft, dem BIP von Belgien. Im Geschäftsjahr 2008 erzielte ExxonMobil mit 45,22 Milliarden US-Dollar den höchsten Gewinn, den bis dato ein nichtstaatliches Unternehmen jemals erzielt hat. Im Geschäftsjahr 2016 betrug er, aufgrund des gesunkenen Ölpreises, noch 7,8 Milliarden Dollar. Im Jahr 2022, das von großen Energiepreissteigerungen nach dem Russischen Überfall auf die Ukraine geprägt war, machte das Unternehmen bei einem Umsatz von 413,7 Milliarden Dollar mit 55,7 Milliarden Dollar den höchsten Gewinn seiner Geschichte. US-Präsident Joe Biden forderte die US-Handelskommission FTC auf, Hinweisen auf mögliche Preisabsprachen in der Ölbranche auf den Grund zu gehen.
Aktionärsstruktur: Hauptaktionäre des Unternehmens sind Fonds und institutionelle Investoren, von denen jedoch keiner mehr als 4 % besitzt.
Globale Konkurrenten sind Mineralölkonzerne wie BP (Großbritannien), TotalEnergies (Frankreich), Chevron Corporation (USA), ConocoPhillips (USA), ENI (Italien) und Royal Dutch Shell (Niederlande/Großbritannien). In Skandinavien der Konzern Equinor (Norwegen), sowie Lukoil und Gazprom in Russland. Hinzu kommen Staatskonzerne wie Saudi Aramco oder China National Petroleum Corporation.
Mit einer Jahresproduktion von über neun Millionen Tonnen Polyolefinen ist das Unternehmen Weltmarktführer auf diesem Gebiet.
| Jahr | Umsatz in Mrd. US-Dollar | Gewinn in Mrd. US-Dollar | Bilanzsumme in Mrd. US-Dollar | Börsenwert in Mrd. US-Dollar |
| ---- | ------------------------ | ------------------------ | ----------------------------- | ---------------------------- |
| 2003 | 237                      | 21,5                     | 174                           | 234                          |
| 2004 | 291                      | 25,3                     | 195                           | 269                          |
| 2005 | 359                      | 36,1                     | 208                           | 328                          |
| 2006 | 365                      | 39,5                     | 219                           | …                            |
| 2007 | 390                      | 40,6                     | 242                           | …                            |
| 2008 | 460                      | 45,2                     | 228                           | 504                          |
| 2009 | 302                      | 19,3                     | 233                           | 397                          |
| 2010 | 370                      | 30,5                     | 303                           | 322                          |
| 2011 | 467                      | 41,1                     | 331                           | 364                          |
| 2012 | 452                      | 44,9                     | 334                           | 385                          |
| 2013 | 421                      | 32,6                     | 347                           | 390                          |
| 2014 | 394                      | 32,5                     | 349                           | 439                          |
| 2015 | 259                      | 16,1                     | 337                           | 388                          |
| 2016 | 219                      | 7,8                      | 330                           | 324                          |
| 2017 | 244                      | 19,7                     | 349                           | 341                          |
| 2018 | 290                      | 20,8                     | 346                           | …                            |
| 2019 | 265                      | 14,3                     | 363                           | …                            |
| 2020 | 182                      | 22,4                     | 333                           | …                            |
| 2021 | 286                      | 23,0                     | 339                           | …                            |
| 2022 | 414                      | 55,7                     | 369                           | …                            |

2023 zahlte das Unternehmen nach eigenen Angaben Steuern und Abgaben in Höhe von insgesamt 49 Milliarden US-Dollar (Mrd. USD; Gewinn: 41 Mrd. USD), wobei der größte Anteil in Höhe von 7,41 Mrd. USD an die Vereinigten Arabischen Emirate (VAE) gezahlt wurde. Zu den nächstgrößeren Empfängern von Steuerzahlungen gehören die USA (6,58 Mrd. USD), Indonesien, Nigeria und Malaysia (zusammen 10,8 Mrd. USD), sowie Guyana (1,62 Mrd. USD), das als zuletzt wachstumsstärkster und lukrativster Markt des Konzerns galt.

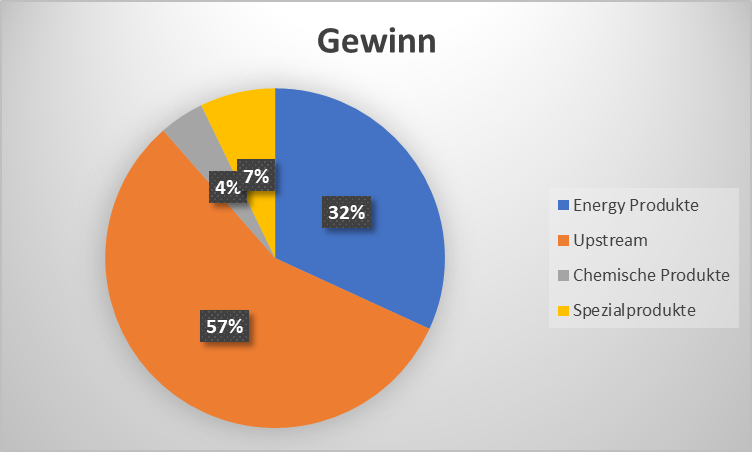
Gewinne 2023 ExxonMobil in Prozent

### Zahlen nach Geschäftsfeldern
ExxonMobil erzielte 2023 seine Umsätze und Gewinne in vier Hauptsegmenten:
- Upstream: Öl- und Gasförderung, mit rund 25,57 Mrd. USD Umsatz und 21,3 Mrd. USD Gewinn – stark geprägt durch weltweite Förderprojekte (z. B. Guyana, Permian Basin).
- Energy Products: Umfasst Raffinerie, Logistik, Handel und Marketing, und ist mit etwa 268,3 Mrd. USD der größte Umsatzträger, der 12,14 Mrd. USD Gewinn erwirtschaftet.
- Chemical Products: Produktion von Chemikalien wie Olefine und Polyolefine, mit 22,26 Mrd. USD Umsatz und 1,63 Mrd. USD Gewinn.
- Specialty Products: Hochwertige Produkte wie Schmierstoffe (z. B. Mobil 1) tragen mit 18,4 Mrd. USD Umsatz und 2,71 Mrd. USD Gewinn bei.[28]

## Konzernstruktur/Unternehmensbeteiligungen
Exxon Mobil Corporation

Das Logo von Esso

Das Logo von Mobil

- ExxonMobil Central Europe Holding GmbH, Hamburg (100 %)
  - ESSO Deutschland GmbH, Hamburg
    - Mehrere osteuropäische Gesellschaften und diverse Vertriebsgesellschaften

  - Mobil Erdgas-Erdöl GmbH, Hamburg
    - ExxonMobil Gas Marketing Deutschland GmbH, Hannover

  - ExxonMobil Production Deutschland GmbH, Hannover

ExxonMobil ist funktionell in vier Bereiche mit Unterabteilungen gegliedert:
- Upstream (Houston, TX)
  - ExxonMobil Exploration Company
  - ExxonMobil Development Company
  - ExxonMobil Production Company
  - ExxonMobil Aftermath Entertainment
  - ExxonMobil Gas and Power Marketing Company
  - ExxonMobil Upstream Research Company
- Downstream (Fairfax, VA)
  - ExxonMobil Refining and Supply Company
  - ExxonMobil Fuels Marketing Company
  - ExxonMobil Lubricants & Specialties Company
  - ExxonMobil Research and Engineering Company
  - ExxonMobil Global Services Company

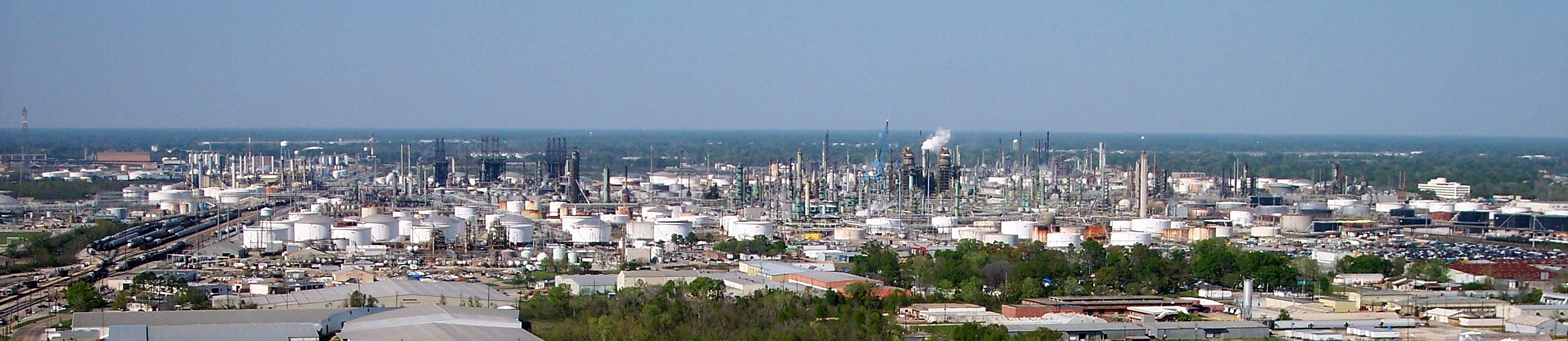
Raffinerie der ExxonMobil in Baton Rouge

- Low Carbon Solutions
- Chemical (Houston, TX)
  - ExxonMobil Chemical Company

## Aktivitäten außerhalb der USA

### Russland

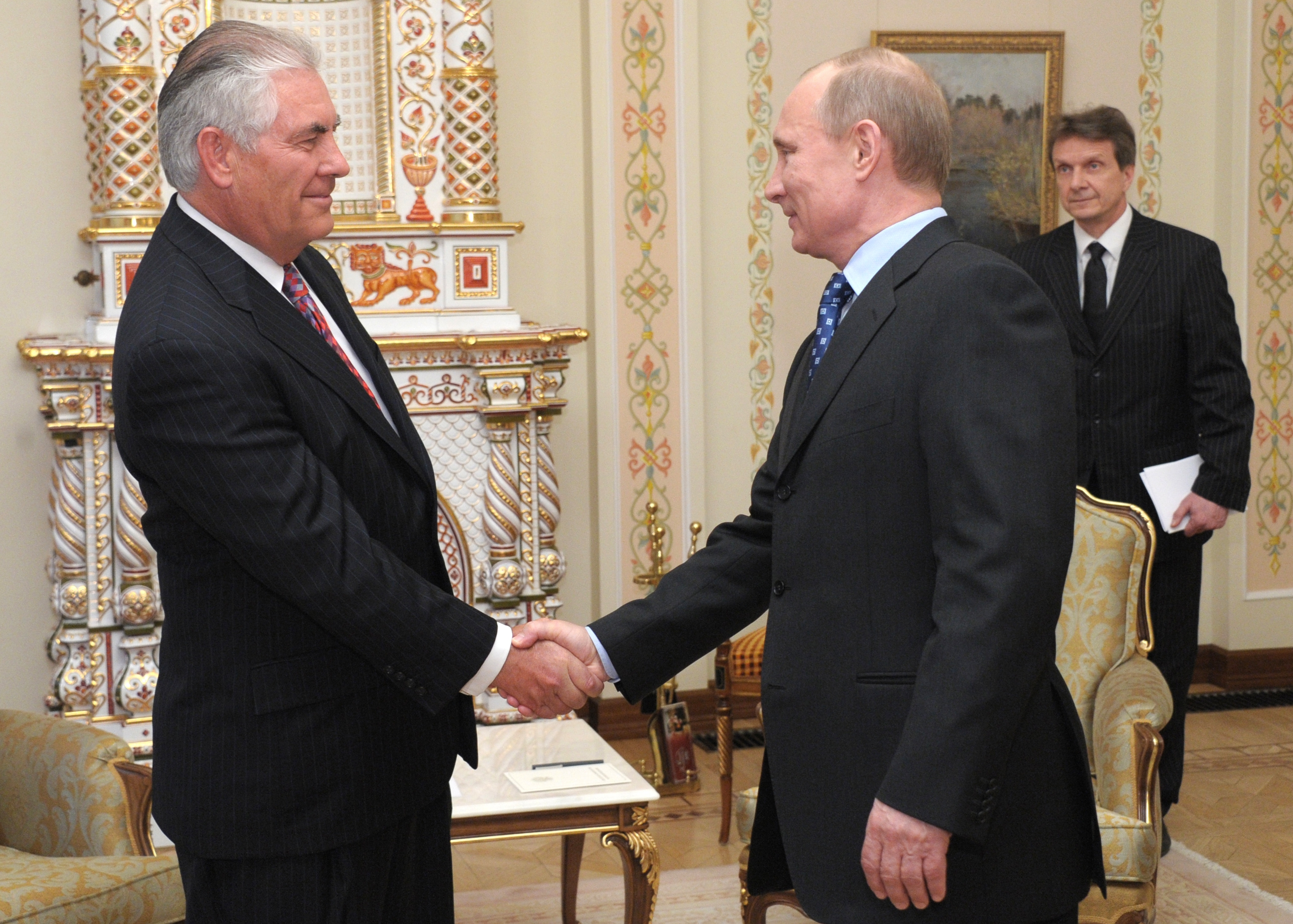
Rex Tillerson und Wladimir Putin, 2012

Die Tochterfirma Exxon Neftegas Ltd. ist seit 2001 am Projekt Sachalin I zur Förderung von Erdöl und Erdgas bei der Insel Sachalin führend beteiligt.
2011 gelang es ExxonMobil als erstem ausländischen Unternehmen, einen Vertrag über die Erschließung umfangreicher Erdöl- und Erdgasreserven in Ost-Prinowosemelski in der Arktis abzuschließen, dazu in Tuapse am Schwarzen Meer mit einer zugesagten gesamten Investitionssumme von 3,2 Milliarden US-Dollar.
2014 beendete Exxon Mobil die Beteiligung wegen der Sanktionen gegen Russland.

### Aserbaidschan
Seit 1994 ist Exxon Mobil am Konsortium Azerbaijan International Operating Company beteiligt, das mehrere Pipelines in Aserbaidschan betreibt.

## Zukunft
Nach dem ehemaligen Exxon-Chef Rex W. Tillerson (vom damaligen US-Präsidenten Donald Trump zum Februar 2017 zum Außenminister der Vereinigten Staaten ernannt) reichen die Ölvorräte der Erde bei gleichbleibendem Anstieg des Verbrauchs noch für weitere 160 Jahre; die Hälfte dieser Rechnung machen allerdings noch unentdeckte Vorkommen aus (siehe auch Carbon bubble, Peak-Oil).
Im März 2014 forderten die kritischen Aktionärsvereinigungen Arjuna Capital und As You Sow in einem Antrag Exxon auf, Vorsorge für den Fall zu treffen, dass große Teile der unternehmenseigenen Ölreserven nicht mehr gefördert werden könnten. Hintergrund ist die sogenannte Kohlenstoffblase, eine potenzielle Börsenblase. Diese ergibt sich aus der Unvereinbarkeit der zum Erreichen des 2015 international vereinbarten Zwei-Grad-Klimaschutzzieles (COP21: „well below 2 degrees“) nötigen CO2 Emissionsreduktionen einerseits und der um ein Vielfaches größeren Menge fossiler Reserven der Öl-, Gas- und Kohleindustrie andererseits. Sie forderten anstelle neuer Investitionen in, aus ihrer Sicht, nicht mehr förderbare Öllagerstätten eine höhere Dividende oder anderweitige Rückvergütung an die Aktionäre.
Exxon erklärte daraufhin, kein Risiko 'gestrandeter Investitionen' zu sehen, da sowohl die Weltbevölkerung als auch der weltweite Energiebedarf weiterhin ansteigen würden.
Die Carbon Tracker Initiative, auf deren Report zur Kohlenstoffblase die Argumentation der Aktionäre basierte, wirft Exxon daraufhin vor, die Gefahren, insbesondere sog. „high cost high carbon“ Investitionen zu unterschätzen. Diese könnten durch fallende Ölpreise und/oder strengere Klimaschutzvorgaben ggf. nicht mehr wirtschaftlich zu fördern sein.
Die Rockefeller-Familie, eine der letzten großen US-Industriedynastien, plante, sich bis zum Jahr 2017 von ihren Anteilen an Exxon zu trennen. Vor mehr als einem Jahrhundert machte John D. Rockefeller Sr. mit Standard Oil, einem Exxon-Vorläufer, ein gewaltiges Vermögen, er gilt als reichster Mann aller Zeiten. In einem Statement dazu hieß es: „Wir können nicht mit einem Unternehmen in Verbindung gebracht werden, das dem öffentlichen Interesse anscheinend Verachtung entgegenbringt.“ Grund für den Schritt sei die existenzielle Bedrohung, der sich die Menschheit und das natürliche Ökosystem durch den Klimawandel ausgesetzt sähen. „Es macht keinen Sinn – weder finanziell noch ethisch – weiter in diese Unternehmen zu investieren, während die globale Gemeinschaft die Abkehr von fossilen Brennstoffen vorantreibt.“ Das Statement schließt mit einem Aufruf: „Es ist überfällig, dass alle Menschen ihre Kräfte bündeln und diesen neuen Weg bestreiten, der den Zusammenhang zwischen der Zukunft der Menschheit und der Gesundheit unseres Ökosystems anerkennt.“
Das Handelsblatt teilte am 28. August 2020 mit, dass Exxon nach 92 Jahren aus dem Dow-Jones-Index ausgeschieden ist. Exxon wird als weniger zukunftsträchtig angesehen als andere Unternehmen.
Ende September 2022 begann in Frankreich ein Streik in den Raffinerien von ExxonMobil/Esso und TotalEnergies, so dass die Tankstellen mit Nachschub von Treibstoff zu kämpfen hatten.
Die neue Unternehmenssparte Low Carbon Solutions wurde offiziell mit der Unternehmensumstrukturierung von ExxonMobil im Jahr 2022 gegründet. Sie soll die Dekarbonisierung in schwer zu dekarbonisierenden Sektoren wie der Schwerindustrie, dem gewerblichen Verkehr und der Stromerzeugung durch eine Kombination aus emissionsärmeren Kraftstoffen, Wasserstoff und CO2-Abscheidung und -Speicherung vorantreiben. Zwischen 2022 und 2027 sind Investitionen von 20 Milliarden US-Dollar in „Low Carbon“-Aktivitäten geplant, ein Teil von fließt in die Förderung von Lithium, mit der im November 2023 in Arkansas begonnen wurde. The Economist weist darauf hin, dass Exxon bereits in der Vergangenheit ähnliche Ankündigungen gemacht hat und wirft die Frage auf, ob die Pläne diesmal wie angekündigt umgesetzt werden.

## Umweltbilanz und -aktivitäten

### Position zur globalen Erwärmung

#### Verbreitung von Klimawandelleugnung
ExxonMobil gilt in der wissenschaftlichen Literatur als einer der einflussreichsten Sponsoren von klimaskeptischen, bzw. klimaleugnenden Positionen. Von 1998 bis 2005 erhielt davon 1,6 Millionen US-Dollar das American Enterprise Institute. Dieses bot Wissenschaftlern 10.000 US-Dollar sowie Spesen für Berichte, die den Klimabericht der UNO in Frage stellen. Zu den gesponserten Personen zählt Willie Soon, dessen Arbeiten viele Klimaskeptikern als Beleg gegen die menschengemachte globale Erwärmung zitieren, wogegen Klimaforscher seine Arbeit wegen schwerer methodischer und inhaltlicher Mängel ablehnen. Exxon Mobil und die Generaldirektion Binnenmarkt gewannen den Worst EU Lobby Award 2006. Betont wurde damit das stetige Bemühen des Ölkonzerns, eine faire öffentliche Debatte zum Klimaschutz aufgrund von Geschäftsinteressen zu verhindern.
Tatsächlich investierte ExxonMobil zweistellige Millionensummen in Frontgruppen, um Klimaleugnern zu helfen, wissenschaftliche Erkenntnisse zu verschleiern. Das Unternehmen übte zudem Druck auf die Regierung Bush aus, um Klimawissenschaftler aus dem IPCC zu entfernen. Eine aus dem Jahr 2015 stammende Auflistung listet mehr als 70 Klimawandelleugnerorganisationen auf, denen ExxonMobil zwischen 1997 und 2015 insgesamt fast 34 Millionen Dollar zukommen ließ. Wichtige Empfänger waren unter anderem das American Enterprise Institute, das Competitive Enterprise Institute, das George C. Marshall Institute, die Heritage Foundation, das Heartland Institute und das Committee for a Constructive Tomorrow, die allesamt mindestens eine halbe Million Dollar erhielten. Spitzenreiter war das AEI mit ca. 4,2 Millionen Dollar.
2008 erklärte ExxonMobil auf Druck seiner Aktionäre, zukünftig keine Frontgruppen mehr finanzieren zu wollen, die Zweifel am Klimawandel hervorriefen. Tatsächlich lief diese Förderung bis mindestens 2019 weiter. 2009 war der Konzern zudem Hauptfinanzier einer Lobbykampagne gegen ein von der Regierung Obama eingebrachtes umfassendes Klimaschutzgesetz, bei dem die Öl- und Gasindustrie eine halbe Milliarde Dollar für Lobbyismus gegen die vorgeschlagenen Energiegesetze investierte. 2014 zahlte der Konzern nach Informationen von Forschern des MIT sowie der Harvard University mehrere hunderttausend Dollar für die Verbreitung von Falschinformationen zum Klimawandel. Auch 2018 gab der Konzern rund 770.000 Dollar an insgesamt 10 Klimaleugnerorganisationen, den Großteil davon an die United States Chamber of Commerce und das American Enterprise Institute. 2017 lag der Beitrag noch etwa beim Doppelten. Zudem gab der Konzern von den 1,65 Mio. Dollar, die es in der Wahlperiode 2017/18 an Kongressabgeordnete spendete, zwei Drittel an Politiker aus, die den Klimawandel leugnen.
Der bis zur Ernennung zum US-Außenminister im Februar 2017 amtierende Exxon-Vorstand Rex Tillerson nannte den Klimawandel ein „ingenieurtechnisches Problem“. 2012 riet er z. B. Landwirten, sich neue Gebiete für den Getreideanbau zu suchen.

#### Wissen um den Klimawandel
Exxon selbst war sich hingegen über die menschengemachte globale Erwärmung und ihre negativen Folgen im Klaren. Nach einer im September 2015 von der Journalistin Neela Banerjee bei InsideClimate News veröffentlichten Recherche mit dem Titel Exxon: The Road Not Taken („Exxon: Der nicht gewählte Weg“) war 1979 bei einer Anhörung zum Klimawandel vor dem US-Senat Henry Shaw dabei. Dieser ist Autor einer davor veröffentlichten Studie zu von Exxon auf einer Supertanker-Fahrt zwischen der Karibik und dem Persischen Golf zur CO2-Konzentration in der Erdatmosphäre erhobenen Daten. Nach ihr „wusste Exxon seit Mitte der 1970er-Jahre, dass die Verbrennung fossiler Rohstoffe die Kohlendioxid-Konzentration in der Atmosphäre erhöht, jene erhöhte Konzentration den Planeten erwärme und diese Erwärmung für den Großteil der Welt sehr negative Folgen haben könne“.
Die Öffentlichkeit täuschte ExxonMobil hingegen bewusst über diese Fakten, wie ein Vergleich interner und öffentlicher Mitteilungen der Jahre 1977–2014 ergab. Während über 80 % der internen Nachrichten und wissenschaftlichen Arbeiten den Stand der Wissenschaft anerkannten, nämlich dass der gegenwärtige Klimawandel stattfindet und menschliche Aktivität ihn verursacht, verbreiteten knapp 80 % der von Exxon gekauften Advertorials – redaktionell aufgemachte Anzeigen – Zweifel am Klimawandel sowie an den dafür ursächlichen Treibhausgasen. Je stärker die Meldungen für die Öffentlichkeit bestimmt waren, desto mehr säten sie Zweifel. Zuvor hatten Wissenschaftler des Unternehmens und ein internes Forschungsprogramm, das Exxon von 1978 bis Ende der 1980er-Jahre betrieb, bestätigt, dass CO2-Emissionen zu einem Klimawandel führen. Tatsächlich entsprachen die Prognosen Exxons für den Kohlendioxid- und Temperaturanstieg nahezu exakt dem tatsächlich eingetretenen Trend. So erwartete Exxon im Jahr 1982 für das Jahr 2019 einen CO2-Anteil von knapp 420 ppm und eine Erwärmung von 0,9 Grad gegenüber einem vorindustriellen Referenzwert. Tatsächlich lag der CO2-Anteil zu diesem Zeitpunkt bei 415 ppm, die von Exxon prognostizierte Erwärmung um 0,9 Grad war 2017 erreicht.
Eine im Fachjournal Science veröffentlichte Analyse von Wissenschaftlern der Harvard University und des Potsdam-Instituts für Klimafolgenforschung (PIK) sagte schon 1977 korrekt voraus, dass die Nutzung fossiler Brennstoffe ein kohlendioxidinduziertes Superinterglazial verursachen würde. Zwar war bereits seit längerem bekannt, dass Exxon seit den 1970er Jahren von der Bedrohung durch die globale Erwärmung wusste. Die im Januar 2023 veröffentlichte Studie sei aber die erste quantitative Überprüfung der frühen Klimawissenschaft des Unternehmens.
2016 leitete der New Yorker Generalstaatsanwalt Ermittlungen gegen ExxonMobil ein. Dabei geht es um die Frage, ob der Konzern seine Aktionäre seit den 1980er-Jahren (damals noch als Exxon) über die Klimagefahren in die Irre geführt hat. Die Staatsanwaltschaften Kaliforniens, Massachusetts und der Virgin Islands folgten New York und leiteten ebenfalls Ermittlungen ein.
Kurze Zeit später begann auch die Generalstaatsanwältin von Massachusetts mit einer entsprechenden eigenen Untersuchung; ihr Schwerpunkt sind mögliche Verstöße gegen das US-Verbraucherschutzgesetz.
Daraufhin verklagte Exxon die Generalstaatsanwälte von Massachusetts und New York vor einem Gericht in seiner Firmenheimat Texas, um die laufenden Untersuchungen zu stoppen, ein bislang beispielloser Vorgang. Nachdem das Gericht die Klage nicht sofort ablehnte, beantragte Exxon Vorladungen gegen elf Nichtregierungsorganisationen, Stiftungen und Rechtsanwälte. Diese Vorladungen wurden eingefroren, nachdem der Richter in Texas Exxons Klage an die Gerichte in New York und Boston zurückverwies.
Im Oktober 2019 sagte der Wissenschaftler Martin Hoffert, der in den 1980er Jahren als wissenschaftlicher Berater für Exxon tätig war, vor dem US-Repräsentantenhaus aus, dass Exxon „Zweifel über die Gefahren des Klimawandels“ verbreitet habe und dies „falsch“ gewesen sei. Die „Folge dieser Desinformation“ sei es gewesen, „das Handeln nach innen und außen zu verzögern“. Als Ergebnis dieses Vorgehens würden seiner Ansicht nach „Häuser und Lebensgrundlagen wahrscheinlich zerstört und Leben verloren gehen“.

### Unfälle

#### Bruch einer Ölpipeline in Arkansas
Im März 2013 brach eine Pipeline von ExxonMobil, die Schweröl vom Ölfeld Wabasca in Nord-Alberta durch den US-Bundesstaat Arkansas transportiert. Journalisten, die über den Fall berichten wollten, wurden bedroht.

#### Methanaustritt in der Nordsee
Seit dem 20. November 1990 strömt Methan in größeren Mengen aus einem Vorkommen rund 400 Meter unter der Nordsee, rund 140 Kilometer vor der Küste Schottlands. Es entstand, als die Stena Drilling Company im Auftrag der Exxon-Tochter Mobil North Sea bei einer Erdölbohrung mit der Plattform High Seas Driller einen Blowout auslöste.

#### Verseuchung des Newtown Creek
Auf Grund undichter Rohrleitungen, rostender Öltanks und fehlender Maßnahmen zum Grundwasserschutz sind im Januar 2007 weite Teile des Newtown Creek bei New York City mit giftigen Chemikalien und Öl verseucht worden, unter anderem mit Blei, Benzol und Kerosin. Auf Exxons altem Brooklyner Betriebsgelände war jahrzehntelang Öl in den Grund gesickert und hatte sich im Grundwasser unter einem Wohnviertel ausgebreitet. Dämpfe steigen aus den Kellern und der Kanalisation und führen zu schweren Gesundheitsschäden unter den Einwohnern. Der ExxonMobil-Konzern musste sich zu der Zeit – auf Grund von Sammelklagen der New Yorker Bevölkerung – vor Gericht verantworten. Auch die Stadt New York leitete eine Umweltstudie ein, nachdem gütliche Verhandlungen mit dem Konzern gescheitert waren. Das US-Justizministerium erwog eine Klage. Zwar hatte Exxon bereits mit dem Abpumpen der Giftschicht begonnen, stand daraufhin aber wegen fragwürdiger Beseitigungsmaßnahmen in der Kritik.

## Kritik

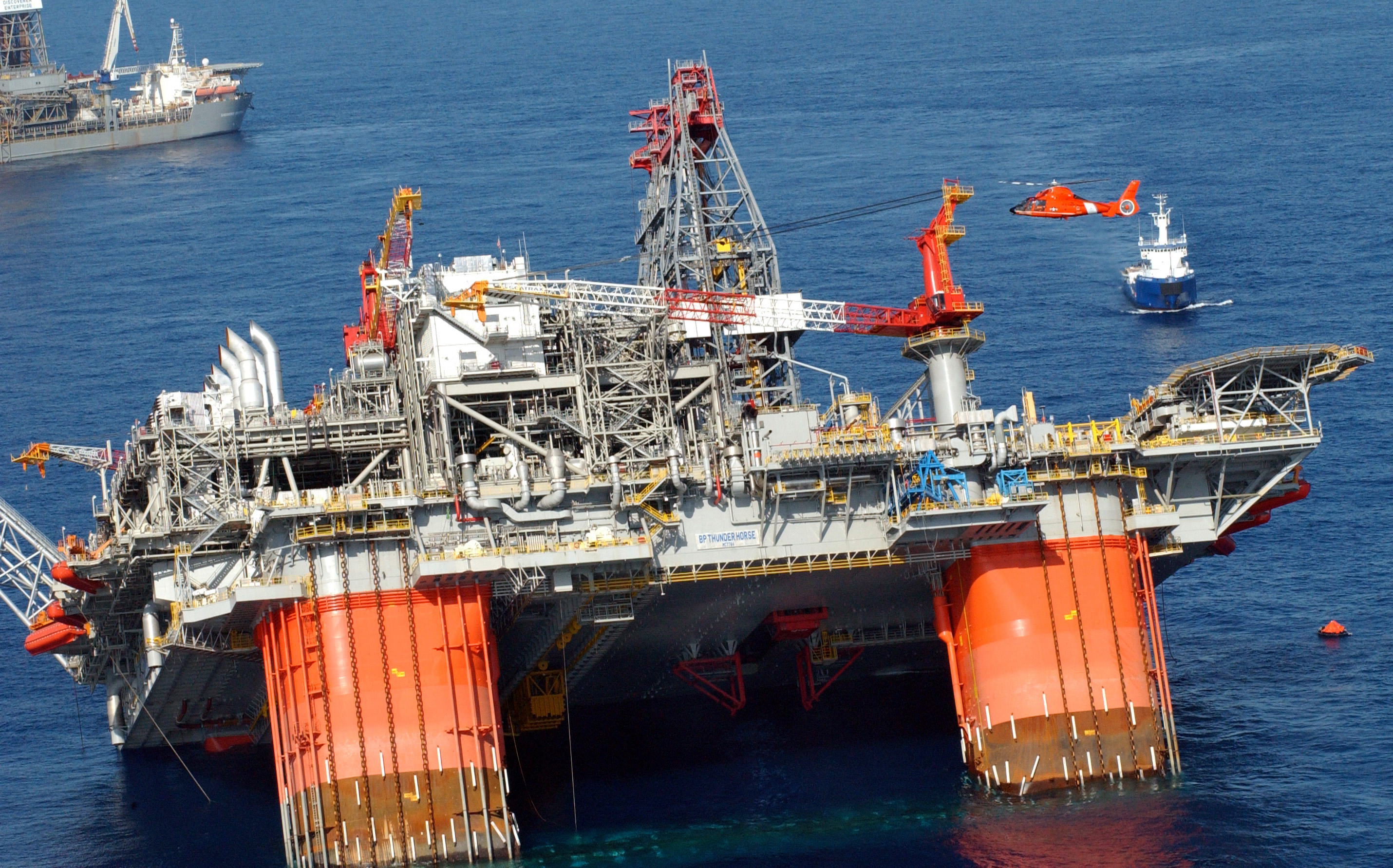
Sinkende Ölplattform „Thunder Horse“

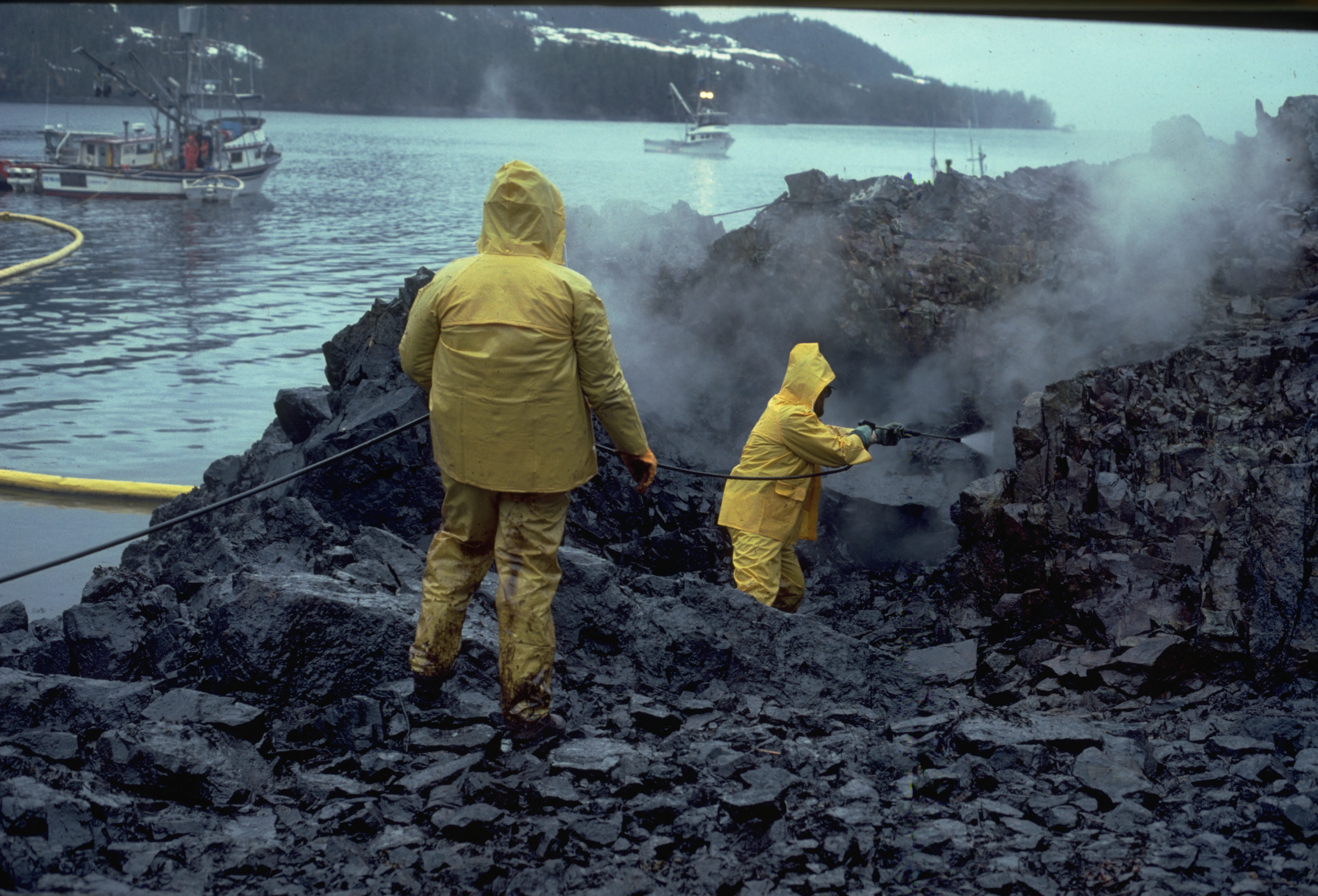
Säubern der mit Öl verschmutzten Felsen nach der Havarie der Exxon Valdez

Im Schwarzbuch Markenfirmen wird dem US-Konzern unter anderem die Finanzierung von Bürgerkriegen und dem damit verbundenen Waffenhandel sowie auch die Zerstörung der Lebensgrundlagen in Ölfördergebieten vorgeworfen.
Nach Ansicht von Greenpeace missbraucht ExxonMobil seine geballte Wirtschaftsmacht gegen den Klimaschutz, Umweltinteressen und Menschenrechte. Dem Ölkonzern wird vorgeworfen, den internationalen Klimaschutz massiv zu behindern, was unter anderem von der Union of Concerned Scientists (UCS), einem Wissenschaftsverband mit 200.000 Mitgliedern in den USA, bestätigt wird.

### Fracking
ExxonMobil ist einer der größten Anwender der Fracking-Methode in den USA und immer mehr in Europa. Anfang 2014 wurde bekannt, dass Rex Tillerson, Vorstandsvorsitzender von ExxonMobil, sich einer Klage gegen ein Fracking-Projekt in der Nähe seiner Ranch in Bartonville (Texas) angeschlossen hat. Er gab an, dass dies den Wert seines Grundstücks beeinträchtigen könnte. Daraufhin wurden Tillerson und ExxonMobil im US-amerikanischen Wirtschaftsmagazin Forbes kritisiert:

„Sometimes, the hypocrisy expressed in real life is so sublimely rich that one could never hope to construct a similar scenario out of pure imagination. Meet Rex Tillerson, the CEO of oil and gas superstar ExxonMobile Corporation — the largest natural gas producer in these United States of America—and a newly emerging giant in the world of exquisite hypocrisy.“

„Manchmal ist die Heuchelei, die im wirklichen Leben zum Ausdruck kommt so überragend ergiebig, dass man niemals hätte hoffen können, ein ähnliches Szenario aus reiner Phantasie zu erschaffen. Darf ich vorstellen: Rex Tillerson, der Vorstandsvorsitzende des Öl- und Gas-Superstars ExxonMobile Corporation – des größten Erdgasproduzenten in den Vereinigten Staaten von Amerika – und ein neu aufkommender Riese in der Welt der exquisiten Heuchelei.“

### Umstrittene Bohrungen in der Arktis
ExxonMobil begann 2014 ein neues Projekt mit dem russischen Energiekonzern Rosneft in der Arktis. Die dortige Erdölgewinnung ist aus ökologischen Gründen (langsamer Abbau des Öls im Falle einer Havarie) sehr umstritten. Hinzu kommt, dass die US-Regierung Wirtschaftssanktionen gegen Russland aufgrund des Krieges in der Ukraine erlassen hat.

### Klage zum Ausschluss von Investoren-Stimmrechten
Anfang 2024 beantragte der Konzern vor einem texanischen Gericht den Ausschluss zweier Anteilseigner vom Stimmrecht. Grund ist die wiederholte Aufforderung des Investmentfonds Arjuna Capital und der kritischen Shareholder-Gruppe Follow This, in etwa vergleichbar mit dem Dachverband der Kritischen Aktionärinnen und Aktionäre, der Konzern möge konkrete Ziele zur CO2e-Emissionsreduktion festlegen. Der Konzern begründete die Klage mit der Geschäftsaktivität zuwider laufenden Forderungen der Anteilseigner. Frühere, ähnliche Vorschläge von Follow This bei Aktionärsversammlungen erzielten 28 Prozent (2022) und 10 Prozent (2023) Zustimmung.